# Gen4 Energy
Gen4 Energy, Inc. (do roku 2010 známá jako Hyperion Power Generation, Inc.) byla soukromá americká společnost zaměřená na vývoj malých modulárních jaderných reaktorů (SMR). Hlavním produktem firmy měl být tzv. Hyperion Power Module, kompaktní reaktor o výkonu přibližně 70 MW tepelných (25 MW elektrických), určený především pro menší a odlehlé lokality bez přístupu ke konvenčním zdrojům energie.
V roce 2006 společnost oznámila, že investiční skupina TES Group projevila zájem o nákup šesti těchto reaktorů pro projekty v Evropě a na Blízkém východě, s možností rozšíření objednávky až na padesát kusů. Cena jednoho zařízení byla odhadována na 25 milionů amerických dolarů. Reaktor měl být moderován vodíkem, chlazen tekutým draslíkem, bez pohyblivých částí, s plánovanou délkou provozu 5–10 let bez nutnosti doplňování paliva. Po ukončení cyklu měl být reaktor vrácen do výrobního závodu k repasování. Výroba měla být zahájena v roce 2012 v plánovaném závodě v Novém Mexiku, po získání potřebných regulačních povolení.
Společnost prezentovala své zařízení jako bezpečné, modulární, cenově dostupné a odolné vůči zneužití pro vojenské účely. Plánované využití zahrnovalo výrobu elektřiny, tepla a využití v průmyslu, včetně odsolování vody.
Navzdory původním plánům nebyl reaktor nikdy komerčně nasazen. V roce 2016 společnost neuspěla ve druhém kole grantového programu amerického Ministerstva energetiky, což zásadně ovlivnilo její další činnost. Gen4 Energy ukončila svou činnost dne 1. dubna 2018.